# Nils Karlsson
Nils Emanuel Karlsson (25. juni 1917 – 16. juni 2012), kendt som Mora-Nisse, var en svensk langrendskiløber, som vandt guld på 50 km distancen ved vinter-OL 1948 i St. Moritz, bronze ved VM i langrend 1950 samt 37 medaljer ved svenske mesterskaber, deraf 17 individuelle. Han vandt desuden 50 km ved Holmenkollen Ski Festival i 1947 og 1951.
I Sverige var han ikke mindst kendt for sine ni sejre i Vasaløbet, som han måske havde særlige forudsætninger for, idet han var født i Mora, som er målby for løbet. Hans succes fik sammen med radiotransmissionerne fra løbet i årene efter anden verdenskrig stor betydning for at gøre Vasaløbet landskendt. Efter afslutningen af sin aktive karriere var Karlsson aktiv i løbets arrangement, både som overordnet leder og som ansvarlig for ruten.